# Kalveopdræt
|  | Denne artikel er oprettet af botten Steenthbot ud fra en ekstern database. Den kan derfor have sproglige fejl eller mangler. Denne skabelon kan fjernes efter kontrol af indholdet. |

Kalveopdræt er en dansk dokumentarfilm fra 1956.

## Handling
Kalvenes fodring og pleje under opvæksten, betydningen af gode staldforhold, sundt foder, hygiejne samt oplysninger om stærk og svag fodring af dyr under opvæksten.